# Das christliche Denkmal
Das christliche Denkmal ist der Titel einer Buchreihe, die von 1953 bis 1990 im Union Verlag Berlin erschien. Einzelne Bände werden vom Verlag Schnell und Steiner bis heute weiter geführt.

## Konzept und Geschichte
Ein inhaltlicher Schwerpunkt des 1951 als Parteiverlag der CDU der DDR gegründeten Union Verlags lag auf der christlichen Kunst. Er entsprach dem politisch gewollten Anliegen, dem christlichen Lesepublikum in der DDR zu vermitteln, dass es zwischen Christentum und Sozialismus keinen Zwiespalt gab und zugleich ein Gegengewicht zu den Kirchenverlagen zu bilden.
1953 überzeugte der Denkmalpfleger Fritz Löffler den Verlag, eine neue Reihe Das christliche Denkmal zu beginnen, nachdem sich der ursprüngliche Plan, im Verlag Schnell und Steiner eine gesamtdeutsche Kunstführerreihe herauszugeben, nicht hatte verwirklichen lassen. Löffler wurde zugleich ihr erster Herausgeber. Dies geschah zu einer Zeit, als Die 16 Grundsätze des Städtebaus und Walter Ulbrichts Turmrede am 7. Mai 1953 im damaligen Stalinstadt die Existenz von Kirchenbauten in der sozialistischen Stadt in Frage stellten und zahlreiche historische Kirchenbauten in Gefahr waren, gesprengt zu werden. Löffler selbst setzte sich in Dresden für den Erhalt und Wiederaufbau historischer Kirchen und anderer Bauten ein. Während einige Ruinen vor dem Abriss gerettet werden konnten, war in anderen Fällen Löfflers Bemühen aussichtslos.
Das Konzept der Reihe wurde im ursprünglichen Untertitel deutlich: Ein Sammelwerk in Einzelheften über kirchliche Baukunst. Auch wenn die Reihe meist als Kirchenführer verstanden wurde, so boten die Hefte doch mehr als das. Es handelte sich jeweils um eigenständige „kleine Monographien über Stadt-, Kloster-, Dom-, Stifts- und Schloßkirchen“. Dorfkirchen kamen nicht vor, nachdem ein geplantes Heft Die Kunst der Dorfkirche 1954 zurückgezogen werden musste. Die Hefte boten eine subtile Gelegenheit, auf den jeweiligen Zustand der Kirchen in touristischen Zentren aufmerksam zu machen und damit auch, so Günter Wirth, „auf die Notwendigkeit, etwas für sie zu tun“. So konnte 1955 Adolf Friedrich Lorenz in Heft 15 auf die Bedeutung der damals ruinösen und stark gefährdeten Georgenkirche in Wismar hinweisen.
Die Autorinnen und Autoren waren staatlich angestellte Denkmalpfleger und Kunsthistoriker, die die Kirchen und ihre Ausstattung als Bau- und Kunstwerke würdigten. Dabei wurde „etwas von den vielfältigen, jeweils anders gelagerten Aufgaben der Denkmalpflege sichtbar“. Die geistliche Dimension blieb jedoch weitgehend ausgeblendet, ebenso waren Theologen und Kirchenvertreter als Autoren ausgeschlossen. Profiliertester Autor der Reihe war Heinrich Magirius mit 12 Heften. Ein Unikum blieb der Doppelband 72/73 Erfurter Glocken (1968) des Glockengießers Peter Schilling mit einem Geleitwort der Bischöfe Joseph Freusberg und Hugo Aufderbeck. Bemerkenswert ist der Anteil an Autorinnen, meist damals jüngere Kunsthistorikerinnen der um 1930 geborenen Generation wie Sibylle Harksen, Helga Neumann, Helga Möbius und Hannelore Sachs. Jeder Band durchlief das Lektorat und den Genehmigungsprozess beim Verlag, wozu ein Gutachten gehörte. In Anbetracht der Kirchen- und Kulturpolitik der DDR bewegten sich die Autorinnen und Autoren der Hefte auf einem schmalen Grat: „Bei der inhaltlichen Gestaltung ergab sich die Schwierigkeit, einen Stil zu finden, der zum einen deutlich machte, daß solche Hefte zu Recht im Verlag einer christlichen Partei und nicht in einem volkseigenen Kunstverlag erschienen, und der zum anderen keinen Anstoß erregte.“ Der Verlag entschied sich für einen strikt neutralen Stil, der schlicht die kunsthistorischen Fakten nach dem damaligen Stand der Forschung darbot. Selbst dies führte jedoch manchmal als „neutralistische Kunstbetrachtung“ zu Anstoß bei den Gutachtern, die mehr „Farbigkeit gesellschaftswissenschaftlicher Erkenntnisse“ forderten. So findet sich dann in den Heften mitunter ein bemüht wirkender Absatz, der das Bauwerk in die gesellschaftliche Realität der DDR einordnet.

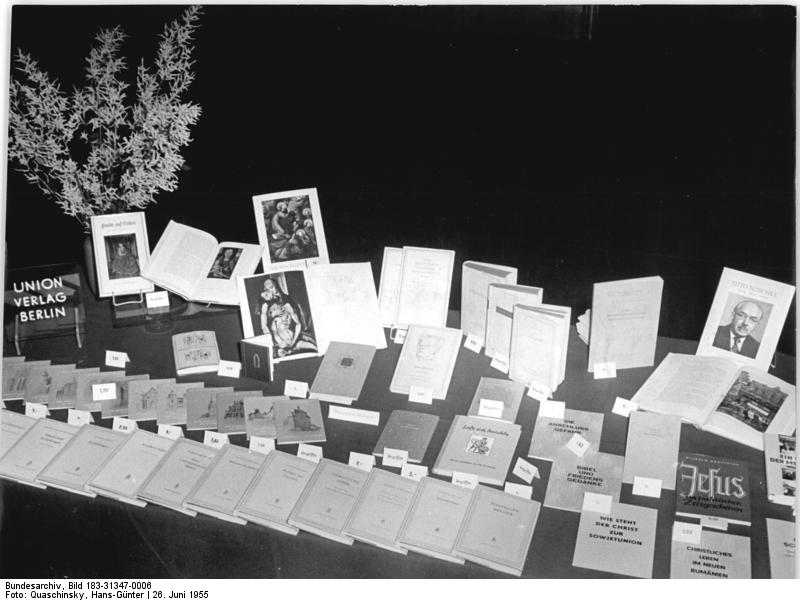
Büchertisch des Union-Verlags 1955; Das christliche Denkmal in der ursprünglichen Ausstattung 2. Reihe links

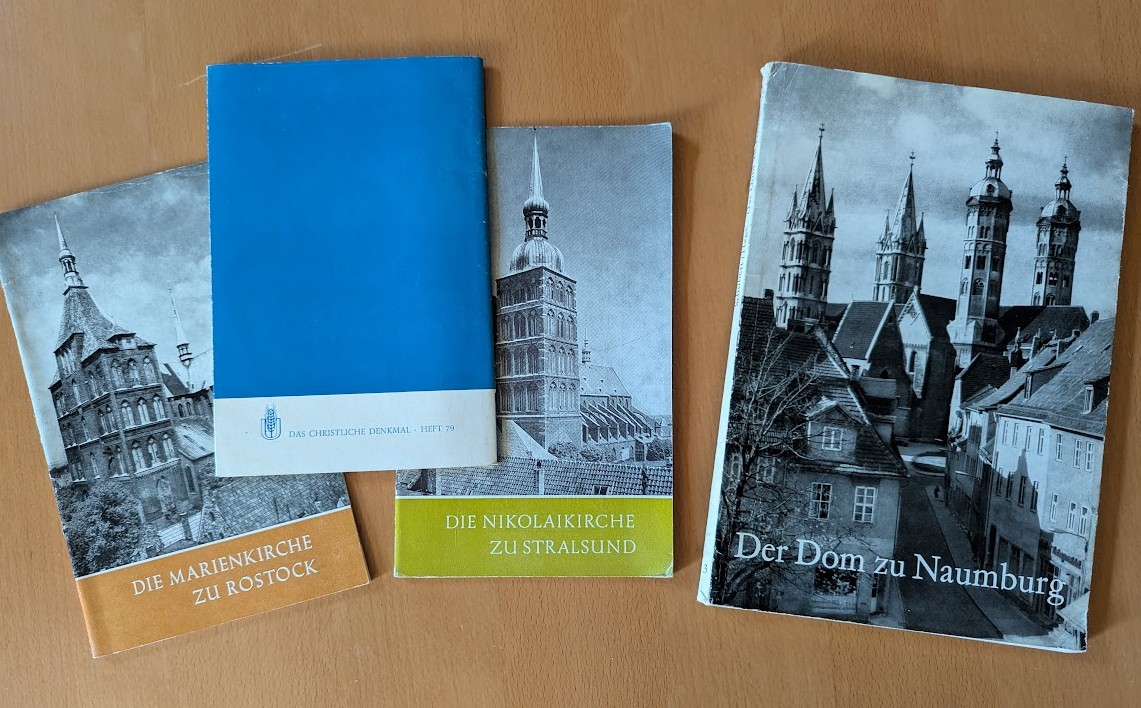
Beispielhefte der späteren Ausstattung: 6, 79, 59, Sonderheft 3

In der Ausstattung orientierte sich die Reihe an den westdeutschen Kleinen Kunstführern des Verlags Schnell und Steiner. Jedes Heft enthielt 32 Seiten im kartonierten, gehefteten Oktavband (17,5 × 11 cm, später 16 × 11 cm) und wurde auf Kunstdruckpapier gedruckt. Eine Auflage betrug in der Regel 10.000 Exemplare. Ein Heft kostete 1,50 Mark der DDR und war damit vergleichsweise günstig. Dieser Preis erforderte bei der Qualität des Papiers und den zahlreichen Illustrationen allerdings „hohe Zuschüsse“. Es gab insgesamt 23 Doppelbände mit 64 Seiten zum Preis von 2,50 Mark der DDR, so zum Magdeburger Dom. Die Doppelbände 39/40 Veitsdom Prag, 52/53 Dom Aachen und 54/55 St. Peter in Rom behandelten erstmals Kirchbauten, die nicht auf dem Territorium der DDR lagen. Bei allen drei blieb es bei einer einzigen Auflage.
Ursprünglich beschrieb ein Heft ein Bauwerk. Etwas aus diesem Rahmen fielen Sigfried Asches Hefte Die heilige Elisabeth und Martin Luther auf der Wartburg (Heft 19, 1954) und Luther in Erfurt (Heft 31, 1957). Später gab es auch Sammeldarstellungen nach lokalen, regionalen oder sachlichen Gesichtspunkten. Der Schwerpunkt lag auf mittelalterlichen Kirchen und regional im Raum Sachsen. Erst 1972 wurde mit Heft 85 erstmalig ein Kirchenbau des 19. Jahrhunderts in die Reihe aufgenommen: die Friedenskirche zu Potsdam. Es gab fünf Sonderhefte im größeren Quartformat (21,5 × 14,5 cm), darunter zum Naumburger Dom (Sonderheft 3) und zu den Kirchen im Moskauer Kreml (Sonderheft 5).
Hefte zu beliebten Bauwerke erlebten zahlreiche Auflagen, Auflagen-Spitzenreiter war mit 112.000 Exemplaren bis 1984 Heft 12 zum Doberaner Münster.
Die Reihe hatte eine marktbeherrschende Stellung und nahezu ein Monopol in der DDR. Abgesehen von einigen wenigen Kirchenführern, die in Verantwortung der beiden kirchlichen Verlage, der Evangelischen Verlagsanstalt und des St. Benno Verlags, erscheinen konnten, war es Kirchen, Gemeinden und anderen Verlagen erst nach der Wende 1990 möglich, Kirchenführer in eigener Verantwortung zu produzieren. In den nicht von der Reihe abgedeckten Kirchen behalf man sich oft mit fotokopierten Informationszetteln, die in den Kirchen zur Einsicht auslagen.
Nach der Privatisierung des Union-Verlags wurden die Rechte vom Verlag Schnell und Steiner übernommen, der bereits mit der Reihe der Kleinen Kunstführer westdeutscher Marktführer war. Die Reihe Das christliche Denkmal wurde beendet bzw. in die Reihe Kleine Kunstführer integriert. Das vorletzte Heft (140) behandelte den in der Endphase der DDR restaurierten Greifswalder Dom St. Nikolai und das letzte Heft (141) die Dreikönigskirche in Dresden. Neuauflagen älterer Hefte erschienen noch bis in die 2010er Jahre mit beiden Reihenbezeichnungen. Konkurrierende Erzeugnisse kommen aus dem Kunstverlag Peda (bis 2023) und dem Deutschen Kunstverlag (Große Baudenkmäler/DKV-Kunstführer).

## Liste
| #          | Jahr | Ort, Objekt | Autor                                   | Titel | Anmerkungen |
| ---------- | ---- | --- | --------------------------------------- | --- | --- |
| 001        | 1953 | Bautzen, Dom St. Petri | Walther Biehl                           | Der Dom St. Peter zu Bautzen | 2. Auflage 1960 |
| 002        | 1953 | Dresden, Frauenkirche | Werner Lange                            | Die Frauenkirche zu Dresden | 2. Auflage 11.–16. Tsd. 1955 3. Aufl., 17.–21. Tsd. 1959 4. Aufl., 22.–26. Tsd. 1965 Digitalisat |
| 003        | 1953 | Freiberg, Freiberger Dom | Werner Lange                            | Der Dom zu Freiberg | Digitalisat Neuauflagen siehe 3/3A |
| 003 / 003A | 1976 | Freiberg, Freiberger Dom | Heinrich Magirius                       | Der Dom zu Freiberg | 2., bearb. Aufl., 16.–25. Tsd. 3., bearb. Aufl., 26.–37. Tsd. 1980 |
| 004        | 1954 | Chorin, Kloster Chorin | Georg Prange                            | Das Kloster Chorin | Digitalisat 2. Aufl., 11.–20. Tsd. 1955 3. Aufl., 21.–25. Tsd. 1960 4. Aufl., 26.–35. Tsd. 1965 5. Aufl., 36.–50. Tsd. 1967 6., neu bearb. Aufl., 56.–70. Tsd. 1973 |
| 005        | 1954 | Leipzig, Thomaskirche | Ernst-Heinz Lemper                      | Die Thomaskirche zu Leipzig | Digitalisat 2. Aufl., 11.–15. Tsd. 1956 Neuauflage siehe 005/5A |
| 005 / 005A | 1974 | Leipzig, Thomaskirche | Ernst-Heinz Lemper                      | Die Thomaskirche zu Leipzig | 1. Auflage der Neubearbeitung 1.–15. Tsd. mit einem Kapitel Die Musik in der Thomaskirche |
| 005 / 005A | 1974 | Leipzig, Thomaskirche | Heinrich Magirius                       | Die Thomaskirche zu Leipzig | 1. Auflage der Neubearbeitung 1.–15. Tsd. mit einem Kapitel Die Musik in der Thomaskirche |
| 005 / 005A | 1974 | Leipzig, Thomaskirche | Winfried Schrammek                      | Die Thomaskirche zu Leipzig | 1. Auflage der Neubearbeitung 1.–15. Tsd. mit einem Kapitel Die Musik in der Thomaskirche |
| 006        | 1954 | Rostock, Marienkirche | Adolf Friedrich Lorenz                  | Die Marienkirche zu Rostock | Digitalisat 4. Aufl., 16.–20. Tsd. 1961 5. Aufl., 21.–30. Tsd. 1964 1.–10. Tsd. d. Neubearb. 1972 2. Aufl. d. Neubearb., 11.–20. Tsd. 1977 |
| 006        | 1954 | Rostock, Marienkirche | Gerd Baier (Neubearbeitung 1972)        | Die Marienkirche zu Rostock | Digitalisat 4. Aufl., 16.–20. Tsd. 1961 5. Aufl., 21.–30. Tsd. 1964 1.–10. Tsd. d. Neubearb. 1972 2. Aufl. d. Neubearb., 11.–20. Tsd. 1977 |
| 007        | 1954 | Annaberg, St. Annenkirche | Werner Lange                            | Die Annenkirche zu Annaberg | 2. Aufl., 11.–15. Tsd. 1960 3. Aufl., 16.–20. Tsd. 1965 Digitalisat Neubearbeitung siehe 7/7A |
| 007 / 007A | 1975 | Annaberg, St. Annenkirche | Heinrich Magirius                       | Die Annenkirche zu Annaberg | Neubearbeitung 1.–10. Tsd. ab 1991 zugleich Schnell & Steiner Große Kunstführer 175 |
| 008        | 1954 | Oybin, Oybin | Fritz Günther                           | Die Klosterkirche Oybin 4. Auflage: Die Kirchen in Oybin | 2. Aufl., 11.–13. Tsd. 1959 3. Aufl., 14.–18. Tsd. 1963 4., bearb. Aufl., 19.–38. Tsd. 1981 |
| 008        | 1954 | Oybin, Oybin | Fritz Löffler (4. Auflage)              | Die Klosterkirche Oybin 4. Auflage: Die Kirchen in Oybin | 2. Aufl., 11.–13. Tsd. 1959 3. Aufl., 14.–18. Tsd. 1963 4., bearb. Aufl., 19.–38. Tsd. 1981 |
| 009        | 1954 | Schwerin, Schweriner Dom | Adolf Friedrich Lorenz                  | Der Dom zu Schwerin | Digitalisat 2., neu bearb. Aufl., 11.–15. Tsd. 1966 3. neubearb. Aufl., 16.–23. Tsd. 1972 4. Aufl. 24.–33. Tsd. 1973 5., überarb. Aufl., 34.–43. Tsd. 1981 Neuauflage 1994 als Schnell & Steiner Große Kunstführer 188 |
| 009        | 1954 | Schwerin, Schweriner Dom | Gerd Baier (ab 2. Aufl.)                | Der Dom zu Schwerin | Digitalisat 2., neu bearb. Aufl., 11.–15. Tsd. 1966 3. neubearb. Aufl., 16.–23. Tsd. 1972 4. Aufl. 24.–33. Tsd. 1973 5., überarb. Aufl., 34.–43. Tsd. 1981 Neuauflage 1994 als Schnell & Steiner Große Kunstführer 188 |
| 010        | 1954 | Wittenberg, Stadtkirche Lutherstadt Wittenberg & Schlosskirche                                                                                       | Werner Lange                            | Stadt- und Schlosskirche zu Wittenberg | Digitalisat getrennte Neubearbeitungen siehe Nr. 070 und 071 |
| 011        | 1957 | Neubrandenburg, Marienkirche | Erich Brückner                          | St. Marienkirche zu Neubrandenburg | Digitalisat |
| 012        | 1955 | Bad Doberan, Kloster Doberan | Adolf Friedrich Lorenz                  | Zisterzienser-Kloster Doberan | 3. Aufl., 16.–20. Tsd. 1959 4. Aufl., 21.–25. Tsd. 1960 5. Aufl., 26.–31. Tsd. 1963 Digitalisat 6. Aufl., 32.–41. Tsd. 1963 7. Aufl. 42.–51. Tsd. Neubearb., 1.–10. Tsd. 1967 3., verb. Aufl., 21.–50. Tsd. 1969 4., verb. Aufl. d. Neubearb. 1967., 31.–40. Tsd. 1972 6. Aufl. d. Neubearb. 1967, 61.–70. Tsd. 1975 7. Aufl. d. Neubearb. 1967, 71.–82. Tsd. 1978 8. Aufl. d. Neubearb. 1967, 83.–97. Tsd. 1984 9., verb. Aufl. d. Neubearb., 98.–112. Tsd. 1984 Neuauflage 1991 bei Schnell & Steiner zugleich als Kleine Kunstführer 1863 |
| 012        | 1955 | Bad Doberan, Kloster Doberan | Edith Fründt (Neubearbeitung 1967 ff)   | Zisterzienser-Kloster Doberan | 3. Aufl., 16.–20. Tsd. 1959 4. Aufl., 21.–25. Tsd. 1960 5. Aufl., 26.–31. Tsd. 1963 Digitalisat 6. Aufl., 32.–41. Tsd. 1963 7. Aufl. 42.–51. Tsd. Neubearb., 1.–10. Tsd. 1967 3., verb. Aufl., 21.–50. Tsd. 1969 4., verb. Aufl. d. Neubearb. 1967., 31.–40. Tsd. 1972 6. Aufl. d. Neubearb. 1967, 61.–70. Tsd. 1975 7. Aufl. d. Neubearb. 1967, 71.–82. Tsd. 1978 8. Aufl. d. Neubearb. 1967, 83.–97. Tsd. 1984 9., verb. Aufl. d. Neubearb., 98.–112. Tsd. 1984 Neuauflage 1991 bei Schnell & Steiner zugleich als Kleine Kunstführer 1863 |
| 013        | 1954 | Havelberg, St. Marien | Hans Müther                             | Der Dom zu Havelberg | Digitalisat |
| 013        | 1954 | Havelberg, St. Marien | Ute Schwarzzenberger                    | Der Dom zu Havelberg | Digitalisat |
| 014        | 1954 | Prenzlau, Marienkirche | Hans Müther                             | Die Marienkirche zu Prenzlau | |
| 015        | 1955 | Wismar, Georgenkirche | Adolf Friedrich Lorenz                  | Die St. Georgenkirche zu Wismar | Digitalisat |
| 016        | 1954 | Gernrode, Stiftskirche St. Cyriakus | Günter W. Vorbrodt                      | Die Stiftskirche zu Gernrode | 2. Aufl., 11.–15. Tsd. 1955 Neuflage siehe Nr. 068 |
| 017        | 1955 | Güstrow, Güstrower Dom | Adolf Friedrich Lorenz                  | Der Dom zu Güstrow | 2. Aufl., 6.–8. Tsd. 1965 Neuauflage siehe 017/17A |
| 017 / 017A | 1979 | Güstrow, Güstrower Dom & Pfarrkirche St. Marien | Gerd Baier                              | Dom und Pfarrkirche zu Güstrow | |
| 018        | 1954 | Eisenach, Wartburg | Sigfried Asche                          | Die heilige Elisabeth und Martin Luther auf der Wartburg | 2. Aufl., 11.–20. Tsd. 1955 |
| 019        | 1954 | Görlitz, Pfarrkirche St. Peter und Paul | Ernst-Heinz Lemper                      | Die Peterskirche zu Görlitz | |
| 020        | 1955 | Brandenburg, St. Peter und Paul | Hans Müther                             | Der Dom zu Brandenburg | Neuauflage siehe 020/20A |
| 020        | 1955 | Brandenburg, St. Peter und Paul | Waltraud Volk                           | Der Dom zu Brandenburg | Neuauflage siehe 020/20A |
| 020 / 020A | 1976 | Brandenburg, St. Peter und Paul | Joachim Fait                            | Dom und Domschatz zu Brandenburg | 2., überarb. Aufl., 11.–20. Tsd. 1981 3., überarb. Aufl., 21.–36. Tsd. 1988, ISBN 978-3-372-00223-0 |
| 021 / 022  | 1954 | Erfurt, Erfurter Dom | Klaus Mertens                           | Der Dom zu Erfurt | 6. Aufl. 51.–70. Tsd. 1965 7., neubearb. u. erg. Aufl., 71.–80. Tsd. 1974 8. Aufl., 81.–90. Tsd. 1979 (siehe auch Sonderheft 4) |
| 023 / 024  | 1955 | Meißen, Meißner Dom | Ernst-Heinz Lemper                      | Der Dom zu Meissen | 2. Aufl., 21.–30. Tsd. 1963 4., völlig neu bearb. Aufl., 31.–40. Tsd. 1967 5., völlig neu bearb. Aufl., 41.–55. Tsd. 1973 6. Aufl., 56.–65. Tsd. 1977 7. Aufl., 66.–75. Tsd. 1985 nach 1990 bei Schnell & Steiner zugleich als Kleine Kunstführer 1851 |
| 025        | 1957 | Pirna, Marienkirche | Ernst-Heinz Lemper                      | Stadtkirche St. Marien zu Pirna | 2. Aufl., 6.–10. Tsd. 1966 nach 1990 bei Schnell & Steiner zugleich als Kleine Kunstführer 1941, zuletzt 9. Aufl. 2017, ISBN 978-3-7954-5661-0 |
| 026        | 1955 | Paulinzella, Kloster Paulinzella | Friedrich Möbius                        | Die Klosterkirche zu Paulinzella | 2., neu bearb. Aufl., 11.–16. Tsd. 1970 3., neu bearb. Aufl., 17.–26. Tsd. 1980 |
| 027        | 1957 | Erfurt, Severikirche | Klaus Mertens                           | Die St-Severi-Kirche zu Erfurt | 2. Aufl., 9.–13. Tsd. 1962 5. Aufl., 20.–25. Tsd. 1965 6., überarb. Aufl., 26.–31. Tsd. 1972 7. Aufl., 32–37. Tsd. 1974 8. Aufl., 1978 |
| 028 / 029  | 1958 | Naumburg (Saale), Naumburger Dom | Herbert Küas                            | Der Dom zu Naumburg | 2. Aufl., 16.–25. Tsd. 1963 3., veränd. Aufl., 26.–43. Tsd. 1966 Neubearbeitung 1977 2., unveränd. Aufl. d. Neubearb. 1978 3., unveränd. Aufl. d. Neubearb., 31.–41. Tsd. 1978 4., verb. Aufl. d. Neubearb., 42.–66. Tsd. 1981 5., verb. Aufl. d. Neubarb., 67.–81. Tsd. 1986, ISBN 978-3-372-00054-0 siehe auch Sonderheft 3 |
| 028 / 029  | 1958 | Naumburg (Saale), Naumburger Dom | Ernst Schubert (Neubearbeitung 1977 ff) | Der Dom zu Naumburg | 2. Aufl., 16.–25. Tsd. 1963 3., veränd. Aufl., 26.–43. Tsd. 1966 Neubearbeitung 1977 2., unveränd. Aufl. d. Neubearb. 1978 3., unveränd. Aufl. d. Neubearb., 31.–41. Tsd. 1978 4., verb. Aufl. d. Neubearb., 42.–66. Tsd. 1981 5., verb. Aufl. d. Neubarb., 67.–81. Tsd. 1986, ISBN 978-3-372-00054-0 siehe auch Sonderheft 3 |
| 030        | 1960 | Saalfeld, Johanneskirche | Helga Neumann                           | Die Johanniskirche zu Saalfeld | Neuauflage 1991 unter dem Titel: Die Kirchen St. Johannis und St. Gertrudis Saalfeld, zugleich Schnell & Steiner Kleine Kunstführer 1921 2. Aufl. 1996, ISBN 978-3-7954-4015-2 |
| 031        | 1957 | Erfurt | Sigfried Asche                          | Luther in Erfurt | |
| 032        | 1955 | Dresden, Katholische Hofkirche | Eberhard Hempel                         | Die katholische Hofkirche zu Dresden | Digitalisat 2. Aufl., 16.–18. Tsd. 1956 3., neu bearb. Aufl., 19.–28. Tsd. 1967 4., neu bearb. Aufl. 1972 5., überarb. Aufl., 37.–46. Tsd. 1974 6., überarb. Aufl., 47.–56. Tsd. 1979 7., überarb. Aufl., 57.–71. Tsd. 1983 8., überarb. Aufl., 72.–86. Tsd. 1987, ISBN 978-3-372-00137-0 |
| 033        | 1957 | Freyburg (Unstrut), St. Marien | Helga Möbius                            | Stadtkirche St. Marien Freyburg, Unstrut | Neuauflage 1992 von Ernst Schubert bei Schnell & Steiner ISBN 978-3-7954-5677-1, zugleich Kleine Kunstführer 1958; 2. Aufl. 2000 |
| 034        | 1959 | Bergen auf Rügen, St.-Marien-Kirche | Walter Ohle                             | Die Marienkirche zu Bergen/Rügen | 3., neu bearb. Aufl., 11.–18. Tsd. 1973 Neuauflage, bearbeitet von Gerd Baier bei Schnell & Steiner 1991, zugleich Kleine Kunstführer 1917 2. Auflage 1993 3. Auflage 2006, ISBN 978-3-7954-5640-5 |
| 035        | 1956 | Greifswald, St.-Marien-Kirche | Joachim Fait                            | Die Marienkirche zu Greifswald | Digitalisat 2., überarb. Aufl., 11.–16. Tsd. 1974 3., überarb. Aufl., 17.–26. Tsd. 1989, ISBN 978-3-372-00221-6 |
| 036        | 1959 | Jerichow, Kloster Jerichow | Hans Müther                             | Die Klosterkirche zu Jerichow | Digitalisat Neubearbeitung 1.–8. Tsd. 1985 |
| 036        | 1959 | Jerichow, Kloster Jerichow | Waltraud Volk                           | Die Klosterkirche zu Jerichow | Digitalisat Neubearbeitung 1.–8. Tsd. 1985 |
| 036        | 1959 | Jerichow, Kloster Jerichow | Peter Ramm (Neubearbeitung 1985)        | Die Klosterkirche zu Jerichow | Digitalisat Neubearbeitung 1.–8. Tsd. 1985 |
| 037        | 1956 | Quedlinburg, Stiftskirche St. Servatius | Günter Wilhelm Vorbrodt                 | Die Stiftskirche zu Quedlinburg | 2. Aufl., 11.–20. Tsd. 1964 Digitalisat Neubearb., 1.–20. Tsd. 1970 2. Aufl. d. Neubearb., 21.–35. Tsd. 1983 |
| 037        | 1956 | Quedlinburg, Stiftskirche St. Servatius | Gerhard Leopold (Neubearbeitung 1970)   | Die Stiftskirche zu Quedlinburg | 2. Aufl., 11.–20. Tsd. 1964 Digitalisat Neubearb., 1.–20. Tsd. 1970 2. Aufl. d. Neubearb., 21.–35. Tsd. 1983 |
| 037 / 037A | 1988 | Quedlinburg, Stiftskirche St. Servatius und St. Wiperti                                                                                              | Gerhard Leopold                         | Die Stiftskirche und die Wipertikirche in Quedlinburg | |
| 038        | 1959 | Jena, St. Michael | Friedrich Möbius                        | Die Stadtkirche St. Michael zu Jena | Digitalisat |
| 039 / 040  | 1962 | Prag, Veitsdom | Jakub Pavel                             | Der Veitsdom zu Prag | Aus d. tschech. [Ms.] übertr. von Brigitta Rokytová u. Hugo Rokyta |
| 041        | 1959 | Lehnin, Kloster Lehnin | Ernst Ullmann                           | Die Klosterkirche zu Lehnin | 2. Aufl., 6.–10. Tsd. 1963 3., verb. Aufl., 11.–15. Tsd. 1968 4., überarb. Aufl., 16.–30. Tsd. 1980 ab 1992 bei Schnell & Steiner als Kleine Kunstführer 1904 |
| 042        | 1962 | Doberlug-Kirchhain, Klosterkirche Doberlug | Peter Schlopsnies                       | Die Zisterzienserkirche Doberlug | |
| 043        | 1959 | Halle (Saale), Moritzkirche | Wulf Schadendorf                        | Die Moritzkirche zu Halle | 2. Aufl., 6.–10. Tsd. 1965 Digitalisat |
| 044 / 045  | 1960 | Merseburg, Merseburger Dom | Helga Möbius                            | Der Dom zu Merseburg | Digitalisat 2., überarb. Aufl., 11.–18. Tsd. 1970 1. Aufl. d. Neubearb., 1.–20. Tsd. 1985 2. Aufl. 1997 bei Schnell & Steiner ISBN 978-3-7954-5596-5, zugleich Kleine Kunstführer 1878 5., neu bearb. Aufl. 2009 Engl. Ausgabe 2009, ISBN 978-3-7954-6784-5 |
| 044 / 045  | 1960 | Merseburg, Merseburger Dom | Ernst Schubert (Neubearbeitung 1985)    | Der Dom zu Merseburg | Digitalisat 2., überarb. Aufl., 11.–18. Tsd. 1970 1. Aufl. d. Neubearb., 1.–20. Tsd. 1985 2. Aufl. 1997 bei Schnell & Steiner ISBN 978-3-7954-5596-5, zugleich Kleine Kunstführer 1878 5., neu bearb. Aufl. 2009 Engl. Ausgabe 2009, ISBN 978-3-7954-6784-5 |
| 046        | 1959 | Arnstadt, Liebfrauenkirche | Helga Möbius                            | Die Liebfrauenkirche zu Arnstadt | Digitalisat 2., neubearb. Aufl., 6.–15. Tsd. 1981 Neuauflage bei Schnell & Steiner, zugleich Kleine Kunstführer 1997 2., verb. Aufl. 1995 4., neu bearb. Aufl. 2008, ISBN 978-3-7954-5724-2 |
| 047        | 1961 | Luckau, Sankt-Nikolai-Kirche | Erich Wippermann                        | Nikolaikirche Luckau | |
| 047        | 1961 | Luckau, Sankt-Nikolai-Kirche | Else Landers                            | Nikolaikirche Luckau | |
| 048        | 1960 | Landsberg (Saalekreis), St. Crucis | Heinrich L. Nickel                      | Die Doppelkapelle zu Landsberg | 2., durchges. Aufl., 6.–10. Tsd. 1968 |
| 049        | 1962 | Mühlhausen/Thüringen, Marienkirche | Ernst Badstübner                        | Die Marienkirche zu Mühlhausen | 2., überarb. Aufl., 6.–10. Tsd. 1971 |
| 050 / 051  | 1961 | Magdeburg, Magdeburger Dom | Helga Möbius                            | Der Dom zu Magdeburg | 2. Aufl., 11.–20. Tsd. 1964 Digitalisat 3., überarb. Aufl., 21.–40. Tsd. 1969 4., neubearb. Aufl., 31.–40. Tsd. 1974 5. Aufl., 41.–50. Tsd. 1978 1. Aufl. d. Neubearb., 1.–20. Tsd. 1984 2. Aufl. d. Neubearb., 21.–40. Tsd. 1989, ISBN 978-3-372-00285-8 3. Aufl. der Neubearb., 41.–46. Tsd. 1990 siehe auch Sonderheft 1 |
| 050 / 051  | 1961 | Magdeburg, Magdeburger Dom | Ernst Schubert (Neubearbeitung 1984)    | Der Dom zu Magdeburg | 2. Aufl., 11.–20. Tsd. 1964 Digitalisat 3., überarb. Aufl., 21.–40. Tsd. 1969 4., neubearb. Aufl., 31.–40. Tsd. 1974 5. Aufl., 41.–50. Tsd. 1978 1. Aufl. d. Neubearb., 1.–20. Tsd. 1984 2. Aufl. d. Neubearb., 21.–40. Tsd. 1989, ISBN 978-3-372-00285-8 3. Aufl. der Neubearb., 41.–46. Tsd. 1990 siehe auch Sonderheft 1 |
| 052 / 053  | 1961 | Aachen, Aachener Dom | Hans Feldbusch                          | Der Dom zu Aachen | Digitalisat |
| 054 / 055  | 1960 | Rom, Petersdom | Eberhard Hempel                         | St. Peter in Rom | |
| 056        | 1961 | Mühlhausen/Thüringen, Divi-Blasii-Kirche | Ernst Badstübner                        | Die Blasiuskirche zu Mühlhausen | 2., verb. Aufl., 6.–10. Tsd. 1967 3., neu bearb. Aufl., 11.–25. Tsd. 1984 |
| 056        | 1961 | Mühlhausen/Thüringen, Divi-Blasii-Kirche | Wolfgang Hanke (3. Auflage)             | Die Blasiuskirche zu Mühlhausen | 2., verb. Aufl., 6.–10. Tsd. 1967 3., neu bearb. Aufl., 11.–25. Tsd. 1984 |
| 057        | 1962 | Stendal, St. Nikolaus | Hannelore Sachs                         | Der Dom zu Stendal | Digitalisat 2. Aufl., 6.–10. Tsd. 1966 3., durchges. Aufl., 11.–18. Tsd. 1985 4. Aufl. 1988, ISBN 978-3-372-00259-9 |
| 058        | 1962 | Thüringen | Helga Baier-Schröcke                    | Die Schlosskapellen des Barock in Thüringen | 2., neu bearb. Aufl., 6.–10. Tsd. 1967 |
| 058        | 1962 | Thüringen | Gerd Baier (2. Auflage)                 | Die Schlosskapellen des Barock in Thüringen | 2., neu bearb. Aufl., 6.–10. Tsd. 1967 |
| 059        | 1962 | Stralsund, St.-Nikolai-Kirche | Edith Fründt                            | Die Nikolaikirche zu Stralsund | 2., neu bearb. Aufl., 11.–18. Tsd. 1966 3., neubearb. Aufl., 19.–26. Tsd. 1972 |
| 060 / 061  | 1962 | Nossen, Kloster Altzella | Heinrich Magirius                       | Kloster Altzella | 2., verb. Aufl., 6.–10. Tsd. 1967 |
| 062        | 1962 | Torgau, Marienkirche | Sibylle Harksen                         | Die Marienkirche zu Torgau | Digitalisat 2., neu bearb. u. erg. Aufl., 6.–11. Tsd. 1973 3., überarb. Aufl., 12.–21. Tsd. 1982 Neuauflage 1993 bei Schnell & Steiner, zugleich Kleine Kunstführer 1995 2. Auflage 2003, ISBN 978-3-7954-5722-8 3., veränd. Aufl. 2007 |
| 062        | 1962 | Torgau, Marienkirche | Heinrich Magirius (ab 3. Auflage)       | Die Marienkirche zu Torgau | Digitalisat 2., neu bearb. u. erg. Aufl., 6.–11. Tsd. 1973 3., überarb. Aufl., 12.–21. Tsd. 1982 Neuauflage 1993 bei Schnell & Steiner, zugleich Kleine Kunstführer 1995 2. Auflage 2003, ISBN 978-3-7954-5722-8 3., veränd. Aufl. 2007 |
| 063 / 064  | 1962 | Halle (Saale), Hallescher Dom | Eva Nickel                              | Der Dom zu Halle | |
| 065        | 1963 | Großenhain, Marienkirche | Hartmut Mai                             | Die Marienkirche zu Großenhain | Neuauflage 1998 bei Schnell & Steiner, zugleich Kleine Kunstführer 2306, ISBN 978-3-7954-6065-5, 2. Auflage 2014 |
| 066        | 1965 | Kloster Veßra, Kloster Veßra | Ernst Badstübner                        | Das Kloster Veßra | |
| 067        | 1965 | Halle (Saale), Marktkirche Unser Lieben Frauen | Sibylle Harksen                         | Die Marktkirche zu Halle | Digitalisat 2., neu bearb. Aufl., 6.–20. Tsd. 1984 |
| 068        | 1966 | Gernrode, Stiftskirche St. Cyriakus | Helga Möbius                            | Die Stiftskirche zu Gernrode | Neubearbeitung von Nr. 016 2. Aufl., 11.–20. Tsd. 1972 3. Aufl., 21.–27. Tsd. 1976 1. Aufl. der Neubearb., 1.–20. Tsd. 1990, ISBN 978-3-372-00363-3 |
| 068        | 1966 | Gernrode, Stiftskirche St. Cyriakus | Klaus Voigtländer (Neubearbeitung 1990) | Die Stiftskirche zu Gernrode | Neubearbeitung von Nr. 016 2. Aufl., 11.–20. Tsd. 1972 3. Aufl., 21.–27. Tsd. 1976 1. Aufl. der Neubearb., 1.–20. Tsd. 1990, ISBN 978-3-372-00363-3 |
| 069        | 1967 | Halberstadt, Liebfrauenkirche | Heinrich L. Nickel                      | Die Liebfrauenkirche zu Halberstadt | 2. Aufl. 1973 3., verb. Aufl. 1988, ISBN 978-3-372-00122-6 |
| 070        | 1966 | Wittenberg, Stadtkirche Lutherstadt Wittenberg | Ingrid Schulze                          | Die Stadtkirche zu Wittenberg, ab 3. Auflage: Die Stadtkirche S[ank]t Marien zu Wittenberg                                                                                | 2., überarb. u. erg. Aufl., 9.–13. Tsd. 1975 3. Aufl., 14.–37. Tsd. 1981 Neuauflage bei Schnell & Steiner als Kleine Kunstführer 1905 |
| 071        | 1966 | Wittenberg, Schlosskirche | Sibylle Harksen                         | Die Schloßkirche zu Wittenberg | 2., verb. Aufl., 10.–17. Tsd. 1969 3., neubearb. u. erg. Aufl., 18.–27. Tsd. 1976 4. Aufl., 28.–47. Tsd. 1982 Neuauflage bei Schnell& Steiner, zugleich Kleine Kunstführer 1910 6. Aufl. 1996 11. Auflage 2003, ISBN 3-7954-5632-0 |
| 072 / 073  | 1968 | Erfurt | Peter Schilling                         | Erfurter Glocken: Die Glocken des Domes, der Severikirche und des Petersklosters zu Erfurt                                                                                | Mit Geleitwort von Joseph Freusberg und Hugo Aufderbeck |
| 074 / 075  | 1968 | Halberstadt, Dom zu Halberstadt | Reiner Frenzel                          | Der Dom zu Halberstadt | 2., überarb. Aufl., 16.–35. Tsd. 1982 |
| 076        | 1969 | Marienberg, St. Marien | Paul Roitzsch                           | Die Marienkirche zu Marienberg | 2. Aufl., 7.–11. Tsd. 1977 |
| 077        | 1971 | Eisleben, St. Andreas | Irene Roch-Lemmer                       | Die Andreaskirche zu Eisleben | 2., überarb. Aufl., 7.–26. Tsd. 1983 Neuauflage unter dem Titel Andreaskirche Lutherstadt Eisleben bei Schnell & Steiner 1993, zugleich Kleine Kunstführer 2050 5., überarbeitete und aktualisierte Auflage 2017, ISBN 978-3-7954-4024-4 |
| 078        | 1970 | Erzgebirge, Wehrgangkirchen | Werner Spickenreuther                   | Erzgebirgische Wehrgangkirchen | 2., überarb. Aufl., 6.–10. Tsd. 1974 3., überarb. Aufl., 11.–20. Tsd. 1978 4., überarb. Aufl., 21.–34. Tsd. 5. Aufl. 1990, ISBN 978-3-372-00053-3 Neuauflage bei Schnell & Steiner 1996, zugleich Kleine Kunstführer 12250, ISBN 978-3-7954-4053-4 |
| 079        | 1969 | Altenburg, Schlosskirche | Klaus Mertens                           | Die Schlosskirche zu Altenburg | |
| 080        | 1970 | Sachsen | Hans-Joachim Krause                     | Schlosskapellen der Renaissance in Sachsen | 2., überarb. Aufl., 9.–18. Tsd. 1982 unter dem Titel Sächsische Schlosskapellen der Renaissance |
| 081        | 1971 | Schneeberg (Erzgebirge), St. Wolfgang | Rudolf Zießler                          | Die Wolfgangskirche zu Schneeberg | 2., überarb. Aufl., 8.–15. Tsd. 1977 3., überarb. Aufl., 16.–27. Tsd. 1984 |
| 082        | 1971 | Chemnitz-Ebersdorf, Stiftskirche | Heinrich Magirius                       | Die Stiftskirche zu Karl-Marx-Stadt Ebersdorf | |
| 083        | 1972 | Schmalkalden, Stadtkirche St. Georg, Kapelle von Schloss Wilhelmsburg                                                                                | Ernst Badstübner                        | Stadtkirche und Schlosskapelle zu Schmalkalden | 2., verb. Aufl., 8.–17. Tsd. 1983 |
| 084        | 1972 | Magdeburg, Kloster Unser Lieben Frauen | Helga Möbius                            | Das Liebfrauenkloster in Magdeburg | |
| 085        | 1972 | Potsdam, Friedenskirche | Sibylle Badstübner-Gröger               | Die Friedenskirche zu Potsdam | 2. Aufl., 11.–16. Tsd. 1976 3. Aufl., 17.–26. Tsd. 1980 4. Aufl., 27.–42. Tsd. 1986, ISBN 978-3-372-00050-2 |
| 086        | 1973 | Weimar, Herderkirche | Eva Schmidt                             | Die Stadtkirche zu Weimar | 2., bearb. Aufl., 16.–35. Tsd. 1983 3. Aufl., 36.–65. Tsd. 1987, ISBN 978-3-372-00121-9 Neuauflage bei Schnell & Steiner 1991, zugleich Kleine Kunstführer 1857 2. Auflage 1993 7. Auflage unter dem Titel Evang.-Luth. Stadtkirche St. Peter und Paul (Herderkirche) Weimar, aktualisiert von Peggy Große, 2019, ISBN 978-3-7954-5576-7 |
| 087 / 088  | 1972 | Heiligenstadt | Helga Möbius                            | Die gotischen Kirchen in Heiligenstadt | |
| 089        | 1974 | Petersberg (Saalekreis), Stiftskirche Petersberg | Hans-Joachim Krause                     | Die Stiftskirche auf dem Petersberg bei Halle | Neuauflage bei Schnell & Steiner, zugleich Kleine Kunstführer 1907 4., neu bearb. Aufl. 2002, ISBN 978-3-7954-5629-0 |
| 090        | 1972 | Berlin, Marienkirche | Ernst Badstübner                        | Die Marienkirche zu Berlin | 2., überarb. Aufl., 11.–20. Tsd. 1975 3., überarb. Aufl., 21.–30. Tsd. 1979 4., überarb. Aufl., 31.–62. Tsd. 1985 Neuauflage bei Schnell & Steiner, Kleine Kunstführer 2081 (auch engl.) 2., veränd. Aufl. 2006, ISBN 978-3-7954-5810-2 4. Aufl. 2016 |
| 091        | 1974 | Erfurt, Augustinerkloster Erfurt | Christa Richter                         | Die Augustinerkirche zu Erfurt | 2., überarb. Aufl., 11.–25. Tsd. 1983 als Augustinerkloster zu Erfurt Neuauflage bei Schnell & Steiner, Kleine Kunstführer 1856 2., veränd. Aufl. 1996 |
| 092        | 1974 | Wilsnack, Wunderblutkirche | Renate Krüger                           | Die Nikolauskirche zu Wilsnack | |
| 093        | 1975 | Stendal, St. Marien | Dieter Dolgner                          | Die Marienkirche zu Stendal | |
| 094/095    | 1975 | Wechselburg, Kloster Wechselburg | Elisabeth Hütter                        | Die Stiftskirche zu Wechselburg | 2. Aufl., 11.–25. Tsd. 1981 Neuauflage bei Schnell & Steiner 1993, Kleine Kunstführer 2006 5. Aufl. 2012, ISBN 978-3-7954-5734-1 |
| 094/095    | 1975 | Wechselburg, Kloster Wechselburg | Heinrich Magirius                       | Die Stiftskirche zu Wechselburg | 2. Aufl., 11.–25. Tsd. 1981 Neuauflage bei Schnell & Steiner 1993, Kleine Kunstführer 2006 5. Aufl. 2012, ISBN 978-3-7954-5734-1 |
| 096        | 1976 | Memleben, Kloster Memleben | Gerhard Leopold                         | Das Kloster Memleben | 2. Aufl., 11.–20. Tsd. 1986 Neuauflage bei Schnell & Steiner, Kleine Kunstführer 1932 2. Aufl. 1997, ISBN 978-3-7954-5653-5 |
| 097        | 1976 | Naumburg (Saale), Stadtkirche St. Wenzel | Sibylle Harksen                         | Die Wenzelskirche zu Naumburg | 2. Aufl., 9.–23. Tsd. 1982 |
| 098        | 1976 | Borna, Stadtkirche Borna | Heinrich Magirius                       | Die Kirchen in Borna | Neuauflage als Die Kirchen von Borna bei Schnell& Steiner 1991, Kleine Kunstführer 1950, ISBN 978-3-7954-5670-2 |
| 099        | 1976 | Berlin, St.-Hedwigs-Kathedrale | Sibylle Badstübner-Gröger               | Die St.-Hedwigs-Kathedrale zu Berlin | 2., verb. Aufl., 13.–48. Tsd. 1986 Neuauflage bei Schnell & Steiner, Kleine Kunstführer 1900, ISBN 978-3-7954-5619-1 3. Aufl. 2005 (auch engl.) |
| 100        | 1976 | Dresden, Kreuzkirche | Fritz Löffler                           | Die Kreuzkirche zu Dresden | 2., bearb. Aufl., 16.–40. Tsd. 1980978-3-7954-5651-1 3., bearb. Aufl., 41.–50. Tsd. 1984 |
| 100        | 1976 | Dresden, Kreuzkirche | Hans Böhm                               | Die Kreuzkirche zu Dresden | 2., bearb. Aufl., 16.–40. Tsd. 1980978-3-7954-5651-1 3., bearb. Aufl., 41.–50. Tsd. 1984 |
| 101        | 1976 | Zeitz, Zeitzer Dom | Rolf Albert Koch                        | Der Dom zu Zeitz | |
| 101        | 1976 | Zeitz, Zeitzer Dom | Hans-Joachim Richter                    | Der Dom zu Zeitz | |
| 102        | 1976 | Rochlitz, St. Petri, St. Kunigunde | Brunhild Werner-Gonschor                | Die Kirchen in Rochlitz | |
| 103        | 1976 | Tangermünde, St. Stephan | Peter Findeisen                         | Die Stephanskirche zu Tangermünde | Neuauflage bei Schnell & Steiner, Kleine Kunstführer 1930 6. Auflage 2019, ISBN 978-3-7954-5651-1 |
| 104        | 1977 | Zwickau, St. Marien | Helga Baier                             | Der Dom St. Marien zu Zwickau | 2., bearb. Aufl., 9.–18. Tsd. 1989, ISBN 978-3-372-00286-5 Neuauflage bei Schnell & Steiner, Kleine Kunstführer 1959 2. Aufl. 1995 5., neu bearb. Aufl. von Michael Kirsten 2008, ISBN 978-3-7954-5678-8 |
| 104        | 1977 | Zwickau, St. Marien | Gerd Baier                              | Der Dom St. Marien zu Zwickau | 2., bearb. Aufl., 9.–18. Tsd. 1989, ISBN 978-3-372-00286-5 Neuauflage bei Schnell & Steiner, Kleine Kunstführer 1959 2. Aufl. 1995 5., neu bearb. Aufl. von Michael Kirsten 2008, ISBN 978-3-7954-5678-8 |
| 105        | 1977 | Hecklingen, Klosterkirche | Josef Adamiak                           | Die Klosterkirche zu Hecklingen | |
| 106 / 107  | 1977 | Thüringen | Hartmut Mai                             | Zentralbauten des Barocks in Thüringen | |
| 108        | 1979 | Anklam, Marienkirche | Horst Ende                              | Die Marienkirche zu Anklam | |
| 109        | 1980 | Sonneberg | Hartmut Mai                             | Die Kirchen in Sonneberg | Fritz Löffler zum 80. Geburtstag gewidmet |
| 110        | 1980 | Erfurt, Predigerkirche | Gerhard Kaiser                          | Die Predigerkirche zu Erfurt | Neuauflage Schnell & Steiner 1990, Kleine Kunstführer 1855 |
| 111        | 1979 | Leipzig, Nikolaikirche | Heinrich Magirius                       | Die Nikolaikirche zu Leipzig | Neuauflage bei Schnell & Steiner 1991, Kleine Kunstführer 1870 2., überarb. Aufl. 1997 3., neubearb. Aufl. 2001, ISBN 978-3-7954-4038-1 6. Aufl. 2016 |
| 112        | 1978 | Berlin | Sibylle Badstübner-Gröger               | Barocke Schlosskirchen in Berlin | |
| 113        | 1979 | Herzberg (Elster), St.-Marien-Kirche | Ingrid Schulze                          | Die Nikolaikirche zu Herzberg | |
| 114        | 1980 | Römhild, Stiftskirche | Ernst Badstübner                        | Die Stiftskirche zu Römhild | Neuauflag bei Schnell & Steiner 1991, Kleine Kunstführer 1912 2., veränd. Aufl. 1996 3., aktualisiert Aufl. 2013, ISBN 978-3-7954-5635-1 |
| 115        | 1981 | Lützen, St. Viti, Gustav-Adolf-Denkmal, Kirche Meuchen                                                                                               | Hartmut Mai                             | Gustav-Adolf-Stätten in und bei Lützen: Die Stadtkirche S[ank]t Viti und die Gustav-Adolf-Gedenkstätte zu Lützen, die Gustav-Adolf-Gedächtniskirche zu Meuchen bei Lützen | |
| 115        | 1981 | Lützen, St. Viti, Gustav-Adolf-Denkmal, Kirche Meuchen                                                                                               | Kurt Schneider                          | Gustav-Adolf-Stätten in und bei Lützen: Die Stadtkirche S[ank]t Viti und die Gustav-Adolf-Gedenkstätte zu Lützen, die Gustav-Adolf-Gedächtniskirche zu Meuchen bei Lützen | |
| 116        | 1981 | Panschwitz-Kuckau, Kloster St. Marienstern | Heinrich Magirius                       | Das Kloster Sankt Marienstern | 2., durchges. Aufl., 7.–16. Tsd. 1986, ISBN 978-3-372-00049-6 |
| 117        | 1983 | Mansfeld, St. Georg, Schlosskirche Mansfeld | Irene Roch-Lemmer                       | Schloss- und Stadtkirche zu Mansfeld | |
| 118        | 1983 | Rostock, Kloster zum Heiligen Kreuz, Michaeliskloster                                                                                                | Hans-Dieter Grampp                      | Heilig-Kreuz-Kloster und Michaeliskirche in Rostock | Neuauflage als Das Heilig-Kreuz-Kloster zu Rostock bei Schnell & Steiner 19991, Kleine Kunstführer 1903, ISBN 978-3-7954-5624-5 |
| 119        | 1983 | Potsdam, Alexander-Newski-Gedächtniskirche Weimar, Russisch-Orthodoxe Kapelle Dresden, Russisch-Orthodoxe Kirche Leipzig, Russische Gedächtniskirche | Hartmut Mai                             | Die russischen orthodoxen Kirchen in Potsdam, Weimar, Dresden und Leipzig                                                                                                 | 2. Aufl., 11.–25. Tsd. 1988, ISBN 978-3-372-00269-8 |
| 119        | 1983 | Potsdam, Alexander-Newski-Gedächtniskirche Weimar, Russisch-Orthodoxe Kapelle Dresden, Russisch-Orthodoxe Kirche Leipzig, Russische Gedächtniskirche | Johanna Flemming                        | Die russischen orthodoxen Kirchen in Potsdam, Weimar, Dresden und Leipzig                                                                                                 | |
| 120        | 1982 | Berlin, Berliner Dom | Karl-Heinz Klingenburg                  | Der Dom zu Berlin | 2., verb. Aufl., 16.–40. Tsd. 1987, ISBN 978-3-372-00118-9 |
| 121        | 1984 | Stralsund, St.-Marien-Kirche | Nikolaus Zaske                          | Die St.-Marien-Kirche zu Stralsund | 2. Aufl., 16.–35. Tsd. 1989, ISBN 978-3-372-00225-4 |
| 122        | 1984 | Berlin, Französischer Dom | Sibylle Badstübner-Gröger               | Der Französische Dom zu Berlin | 2. Aufl., 13.–32. Tsd. 1987, ISBN 978-3-372-00119-6 Neuauflage bei Schnell & Steiner als Französischer und Deutscher Dom, Berlin, Kleine Kunstführer 1854 3., überarb. Aufl. 2005, ISBN 978-3-7954-5571-2 |
| 123        | 1984 | Potsdam, St. Nikolai | Carljürgen Gertler                      | Die Nikolaikirche zu Potsdam | 2., verb. Aufl., 11.–25. Tsd. 1987, ISBN 978-3-372-00120-2 |
| 124        | 1985 | Schleiz, Bergkirche St. Marien | Frank Weiß                              | Die Bergkirche zu Schleiz | Neuauflage bei Schnell & Steiner 1996, Kleine Kunstführer 2265 2., veränd. Aufl. 2008, ISBN 978-3-7954-6016-7 |
| 125        | 1985 | Neuzelle, Kloster Neuzelle | Ernst Badstübner                        | Das Kloster Neuzelle | 2., überarb. Aufl., 9.–16. Tsd. 1990, ISBN 978-3-372-00364-0 |
| 125        | 1985 | Neuzelle, Kloster Neuzelle | Heinrich Magirius                       | Das Kloster Neuzelle | 2., überarb. Aufl., 9.–16. Tsd. 1990, ISBN 978-3-372-00364-0 |
| 126        | 1985 | Parchim, St. Georgen, St.-Marien-Kirche | Horst Ende                              | Die Georgenkirche und die Marienkirche in Parchim | |
| 127 / 128  | 1986 | Quedlinburg | Winfried Korf                           | Die Pfarrkirchen in Quedlinburg | |
| 129        | 1986 | Wismar, Nikolaikirche | Horst Ende                              | Die Nikolaikirche zu Wismar | ISBN 978-3-372-00045-8 Neuauflage bei Schnell & Steiner 1990, Kleine Kunstführer 1861 |
| 130        | 1987 | Frankfurt an der Oder | Hannelore Sachs                         | Kirchen in Frankfurt an der Oder | ISBN 978-3-372-00114-1 Neuauflagen getrennt bei Schnell & Steiner St. Marien zu Frankfurt an der Oder Kleine Kunstführer Nr. 2257, ISBN 978-3-7954-6008-2 und St. Gertraud Frankfurt (Oder), Kleine Kunstführer 2685, ISBN 978-3-7954-6731-9 |
| 130        | 1987 | Frankfurt an der Oder | Ernst Badstübner                        | Kirchen in Frankfurt an der Oder | |
| 131 / 132  | 1987 | Salzwedel | Pia Roland                              | Kirchen in Salzwedel | ISBN 978-3-372-00117-2 |
| 133        | 1987 | Rudolstadt, St. Andreas | Rudolf Zießler                          | Die Stadtkirche zu Rudolstadt | ISBN 978-3-372-00116-5 |
| 134        | 1988 | Arendsee, Kloster Arendsee | Helga Neumann                           | Die Klosterkirche zu Arendsee | ISBN 978-3-372-00226-1 |
| 135        | 1989 | Hamersleben, Kloster Hamersleben | Hans-Joachim Krause                     | Die Stiftskirche zu Hamersleben | ISBN 978-3-372-00228-5 Neuauflage bei Schnell & Steiner 1991 als St. Pankratius zu Hamersleben, Kleine Kunstführer 1906 5., veränd. Aufl. 2007, ISBN 978-3-7954-5628-3. |
| 136        | 1990 | Plauen, Johanniskirche, Lutherkirche | Frank Weiß                              | Die Johanniskirche und die Lutherkirche in Plauen | 978-3-372-00362-6 Neuauflage getrennt bei Schnell & Steiner 1997: Plauen, Hauptkirche St. Johannis, Kleine Kunstführer 2304, ISBN 978-3-7954-6063-1 und Plauen, Lutherkirche, Kleine Kunstführer 2305, ISBN 978-3-7954-6064-8 |
| 137        | 1992 | Radebeul | Heinrich Magirius                       | Kirchen in Radebeul | erschienen bei Schnell & Steiner, Kleine Kunstführer 1908 |
| 138        | 1989 | Zwickau, Katharinenkirche | Hans-Joachim Krause                     | Die Katharinenkirche zu Zwickau | ISBN 978-3-372-00287-2 |
| 139        | 1991 | Cottbus, Oberkirche St. Nikolai | Christa Richter                         | Die gotischen Kirchen Cottbus | erschienen bei Schnell & Steiner, Kleine Kunstführer 1919 Neuauflage getrennt als Cottbus: Oberkirche Sankt Nikolai 1999, Kleine Kunstführer 2362, ISBN 978-3-7954-6170-6 2. Aufl. 2011 |
| 140        | 1991 | Greifswald, Dom St. Nikolai | Nikolaus Zaske                          | Evang. Dom St. Nikolai, Greifswald | erschienen bei Schnell & Steiner, Kleine Kunstführer 1951 3. Aufl. 1997 5., neu bearb. Aufl. 2005, ISBN 978-3-7954-5671-9 |
| 141        | 1991 | Dresden, Dreikönigskirche | Hartmut Mai                             | Dreikönigskirche Dresden | erschienen bei Schnell & Steiner, Kleine Kunstführer 1956 2., überarb. Aufl. 1998, ISBN 978-3-7954-6144-7 |

Sonderhefte
| #   | Jahr | Ort              | Autor          | Titel                        | Anmerkungen                                                      |
| --- | ---- | ---------------- | -------------- | ---------------------------- | ---------------------------------------------------------------- |
| 001 | 1967 | Magdeburg        | Helga Möbius   | Der Dom zu Magdeburg         | Fotos von Klaus G. Beyer 2., neu bearb. Aufl., 21.–32. Tsd. 1976 |
| 002 | 1969 | Bad Doberan      | Edith Fründt   | Die Klosterkirche zu Doberan | Fotos von Klaus G. Beyer 2., überarb. Aufl., 21.–32. Tsd. 1976   |
| 003 | 1972 | Naumburg (Saale) | Ernst Schubert | Der Dom zu Naumburg          | Fotos von Fritz Hege 2., überarb. Aufl., 21.–30. Tsd. 1975       |
| 004 | 1975 | Erfurt           | Klaus Mertens  | Der Dom zu Erfurt            | Fotos von Klaus G. Beyer                                         |
| 005 | 1980 | Moskau           | Hubert Faensen | Kirchen im Moskauer Kreml    | Fotos von Klaus G. Beyer                                         |